# Maestro di Saint-Pierre
Il Maestro di Saint-Pierre (Valle d'Aosta, ... – Valle d'Aosta, ...; fl. intorno al 1200) è stato un pittore italiano.

## Biografia
Col nome di "Maestro di Saint-Pierre" si intende convenzionalmente un anonimo frescante tardo-medioevale attivo nell'area valdostana di Saint-Pierre, Quart e Villeneuve.
A tutt'oggi poco o nulla sappiamo di lui se non che i suoi dipinti sono inerenti con l'arte dei posti e ciò ci consente di dire che con ogni probabilità nasce e muore in Valle d'Aosta intorno al 1200. 
Saint-Pierre è il principale centro nel quale abbiamo più tracce del pittore e dal quale, di conseguenza, prende il nome. Sebbene quest'ultimo faccia pensare proprio al Castello di Saint-Pierre suoi affreschi sono stati trovati solo nella cappella del Castello Sarriod de la Tour. Tuttavia, come gli affreschi precedenti e successivi, essi sono tutt'oggi solo in parte conservati a causa di un restauro seicentesco del locale che ha portato alla loro parziale cancellatura.
Tra quelli attualmente visibili vi sono: una Crocefissione, Due sante, figure grottesche (quali, ad esempio, due sirene, simboleggianti il male, e un curioso personaggio derivante dall'immaginario popolare, rappresentante il bene), l'Adorazione dei magi, l'Ingresso di Cristo in Gerusalemme, una teoria di Apostoli, Cristo giudice e una rappresentazione dell'Inferno.
A Quart lo ritroviamo come autore di alcuni affreschi della cappella del castello che non risulta ben conservata: tuttavia alcuni pezzi di affreschi sono stati portati al castello Sarriod de la Tour nel 2003 (in occasione dell'apertura) ed esposti ancora oggi nell'ambito della mostra "Fragmenta picta".
Un altro luogo dove sono osservabili le opere di questo autore è la chiesa di Santa Maria a Villeneuve.
Nell'absidiola alla base del campanile sono stati rinvenuti i brani di un affresco, a lui attribuito, tra i quali si è riconosciuta la scena del Martirio di San Maurizio.

## L'arte e lo stile
Lo studio degli affreschi ci consente di datare questo autore presumibilmente intorno alla seconda metà del Duecento: i dipinti, di fatto, appartengono ad un periodo ancora arcaico in Val d'Aosta (considerando la successiva ondata di rinnovamento portata da Antoine de Lonhy)  convenzionalmente chiamato stile 1200 e meglio conosciuto con il nome di romanico.
La grande affinità con Giacomino da Ivrea ha potato alcuni ad identificarlo in lui, anche se non può essere in quanto vissero in periodi diversi. Esiste tuttavia sulla parte bassa della cappella del castello Sarriod de la Tour, un ciclo di affreschi mal conservato che viene fatto risalire ad un artista di area eporediese, già dubitativamente indicato in Giacomino, cui tracce sono già state trovate in Valle d'Aosta.
Altri pensano che la sua figura possa essere del tutto convenzionale e far anzi riferimento a diversi artisti accomunati dall'appartenenza a un unico atelier.
Gli affreschi, dei quali molti sono solo frammentari, ci fanno capire che il Maestro si muoveva soprattutto nell'ambito dei dipinti religiosi e tra le corti degli Challant e dei Sarriod de la Tour.